# En el camino (álbum de Pandora)
En el camino es el decimoquinto álbum de estudio realizado por el grupo musical
Pandora bajo la producción de la casa disquera Sony Music.
Producido por Áureo Baqueiro, es un disco de balada pop e incluye la colaboración de grandes autores como son Javier Diaz, Paolo Tondo, Erika Ender, Leonel García, Noel Schajris, Gian Marco, José Luis Roma, Claudia Brant, Samo,  Paty Cantú y David César. Con este álbum no sólo cambia el sonido de la agrupación, también incluyen renuevan su look y los colores de éste, dejando atrás el color negro.
La decisión de lanzar un disco inédito se dio por la necesidad que todo artista tiene de darle vida a nuevas canciones. Este disco representa un reto que resulta emocionante tanto para las intérpretes como para el público.
Para el lanzamiento del disco se promociona el primer sencillo «Se solicita un amor», se lanzó el video musical de forma simultánea en 2013. El segundo sencillo del álbum se titula «No te vayas».

## Recepción
El álbum tuvo una buena recepción en las plataformas de iTunes, convirtiéndose en el primer lugar de ventas por descarga digital. Y a finales del 2013 en el programa en Entrevista con Adela Micha se les entregó el disco de oro por más de 30 000 copias ya colocadas; y a mediados del 2014 en la presentación de la edición especial En el Camino CD/DVD se les entrega el disco de platino por más de 60 000 copias vendidas en México.

## Videos
El video de "Se solicita un amor" fue grabado en los Estudios Churubusco y los videos de la edición especial en los Estudios de Sony Music México.
- Se solicita un amor.
- No te vayas (versión acústica para la edición especial del disco).
- Canción desesperada feat. Paty Cantú (para la edición especial del disco).
- Si te vas estoy mejor feat. Gian Marco (para la edición especial del disco).
- Hubo una vez feat. Leonel García (para la edición especial del disco).
- No te pido feat. Gian Marco y Noel Shajris (para la edición especial del disco).
- Decepcionada feat Kaay (para la edición especial del disco).
- Se solicita un amor feat. Rio Roma (versión acústica para la edición especial del disco).

## Lista de canciones
| N.° | Título                                       | Escritor(es)                                        | Duración |
| --- | -------------------------------------------- | --------------------------------------------------- | -------- |
| 1   | No te vayas                                  | José Javier Díaz/ Paolo Tondo/ Luis Alfredo Salazar | 4:02     |
| 2   | Canción desesperada                          | Paty Cantú                                          | 3:39     |
| 3   | Queda                                        | Claudia Brant                                       | 4:10     |
| 4   | Si te vas estoy mejor                        | Gian Marco                                          | 4:02     |
| 5   | Se solicita un amor                          | José Luis Ortega y Raúl Ortega                      | 4:02     |
| 6   | Hubo una vez                                 | Leonel García                                       | 3:36     |
| 7   | Quién eres                                   | Leonel García                                       | 3:24     |
| 8   | Decepcionada                                 | René Camacho                                        | 3:10     |
| 9   | No te pido                                   | Noel Schajris / Gian Marco                          | 3:58     |
| 10  | Cuando se ama como tú                        | Noel Schajris / Erika Ender                         | 3:52     |
| 11  | Tu amor me desespera                         | David César                                         | 3:48     |
| 12  | ¿De qué me sirve la vida? / Ojalá (con Samo) | Samo / Gian Marco                                   | 4:20     |

## Posicionamiento

### Semanales
| País   | Certificador | Lista                 | Mejor posición |
| 2013   | 2013         | 2013                  | 2013           |
| ------ | ------------ | --------------------- | -------------- |
| México | AMPROFON     | Top 20 Albums Charts  | 2              |
| México | AMPROFON     | Top 100 Albums Charts | 2              |

### Certificaciones
| País   | Organismo certificador | Certificación | Ventas certificadas | Ref.                      |
| ------ | ---------------------- | ------------- | ------------------- | ------------------------- |
| México | AMPROFON               | Platino       | 60 000              | [ 9 ] [ 10 ] [ 11 ] [ 6 ] |